# Struer Kajak
Struer Kajak A/S ist ein dänischer Hersteller von Renn- und Tourenkajaks mit Sitz in Struer, Jütland. Das Unternehmen wurde 1947 gegründet und war insbesondere in den 1950er- und 1960er-Jahren weltweit führend im Holz-Kajakbau.

## Geschichte
Die Firmengründer Gerhard Sørensen und Svend Helge Kobberup waren ursprünglich Tischler bei Bang & Olufsen und bauten 1933 ihr erstes Kajak in der Freizeit. Inspiriert durch die Holzbauweise des britischen »Mosquito«-Flugzeugs entwickelten sie eine neuartige Fertigungstechnik mit diagonal verleimten Furnierlagen und Leinendeck.

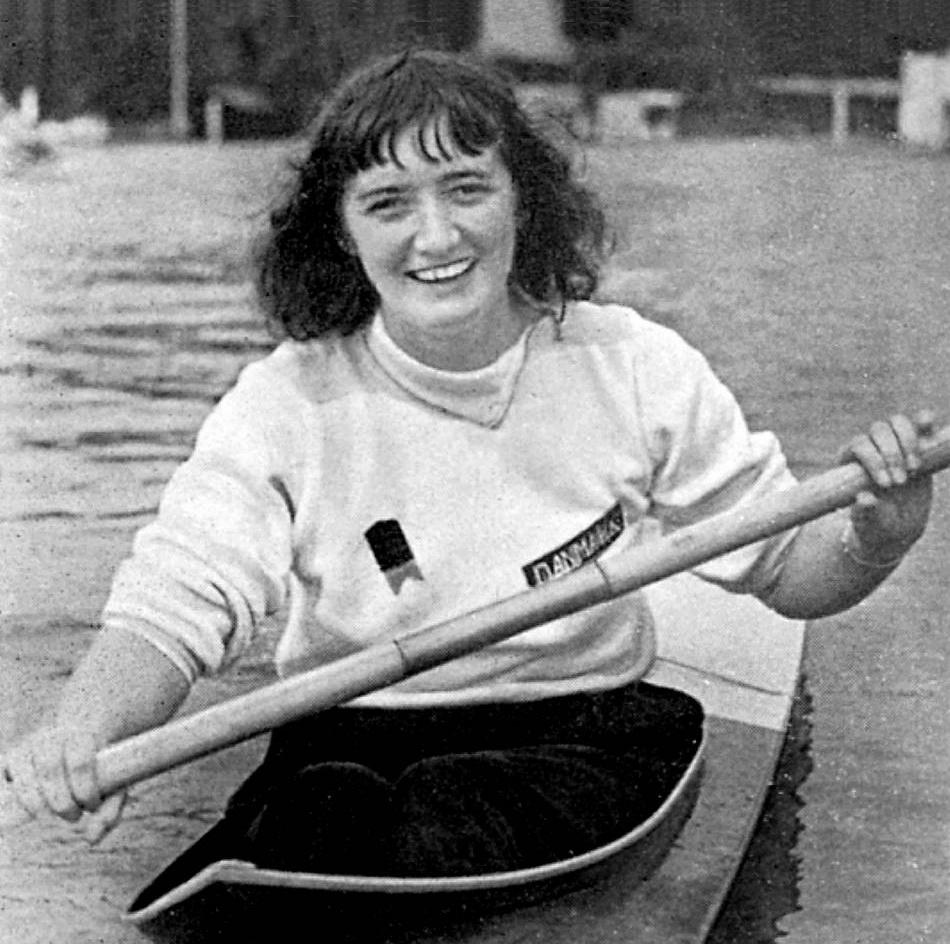
Karen Hoff bei den Olympischen Spielen 1948 in London: Die dänische Kanutin, die 1942 in Randers mit dem Sport begann, gewann 1948 olympisches Gold im Kajak-Einer ›Limfjorden‹ von Struer über 500 Meter. Trotz ihrer geringen internationalen Erfahrung – der Zweite Weltkrieg hatte Wettkämpfe verhindert – stellte sie sowohl im Vorlauf als auch im Finale einen olympischen Rekord auf.

Das erste Erfolgsmodell war der 1948 vorgestellte »Limfjorden«, ein nur 12 kg schweres Rennkajak. Bei den Olympischen Spielen 1948 gewann Karen Hoff in einem Struer-Kajak die Goldmedaille über 500 Meter. Weitere Erfolge folgten, unter anderem durch Frederik Kobberup Andersen (Weltmeister 1950) und zahlreiche internationale Medaillen-Gewinner.

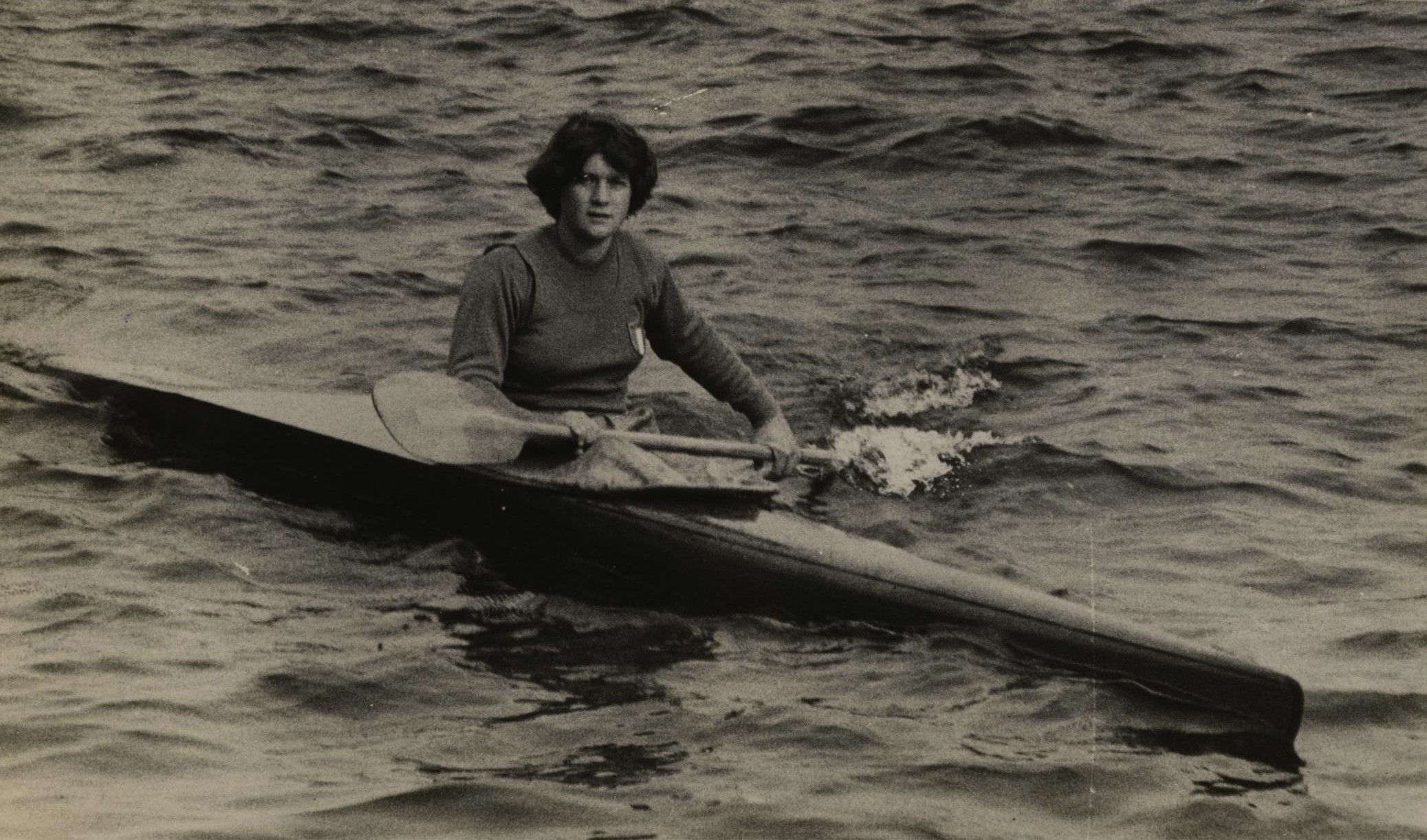
Die italienische Kanutin Isabella Molinari im Wettkampf – sie paddelt in einem traditionellen Struer-Kajak aus Holz, wie er jahrzehntelang im internationalen Kanurennsport eingesetzt wurde.

In den 1950er-Jahren exportierte Struer Kajak Boote nach Russland, Finnland, Deutschland und weiteren Ländern. 1955 kam es zur Trennung der Gründer, dennoch blieb das Unternehmen führend – auch dank des langjährigen Konstrukteurs Jørgen Samson, der bis in die 1990er-Jahre die Bootslinien entwarf.

## Produktentwicklung
Das Unternehmen entwickelte unter anderem die Modelle »Rapido«, »Cleaver« und »Fellow«. Zwischen 1955 und 1963 wurden laut Firmenangaben 99 % aller bei internationalen Meisterschaften eingesetzten Rennkajaks in Struer gefertigt. Zu den Nutzern zählten Olympiasieger wie Gert Fredriksson, Erik Hansen, Knut Holmann, Antonio Rossi und Clint Robinson.

## Zusammenarbeit mit Nelo
Seit 2018 besteht eine Partnerschaft mit dem portugiesischen Kanu-Hersteller Nelo. Ziel ist die internationale Vermarktung hochwertiger Holz-Kajaks aus Struer über das weltweite Vertriebsnetz von Nelo. Gemeinsame Modelle wie die »Viper«-Serie oder Neuauflagen des »Cleaver X« werden unter Co-Branding vermarktet.

## Gegenwart
Struer Kajak bietet neben Renn- und Tourenkajaks auch Restaurierungen klassischer Modelle an. Im lokalen Struer Museum sind historische Kajaks aus verschiedenen Produktionsperioden zu sehen – vom frühen »Limfjorden«-Modell bis zu späteren Renn- und Tourenkajaks.
Anlässlich der Hochzeit von Kronprinz Frederik von Dänemark mit Kronprinzessin Mary Donaldson im Jahr 2004 erhielt das Paar zwei handgefertigte Mahagoni-Kajaks von Struer Kajak. Die Boote wurden in Fredensborg übergeben und mit dem königlichen Monogramm versehen. Laut Firmenangaben wurden die Boote vom Paar auch genutzt. 